# Stazione di Campo Ligure-Masone
La stazione di Campo Ligure-Masone è una stazione ferroviaria della linea Acqui Terme–Ovada-Genova, tratto meridionale della linea storicamente denominata Asti-Genova, ubicata a Campo Ligure in piazzale Guglielmo Marconi.

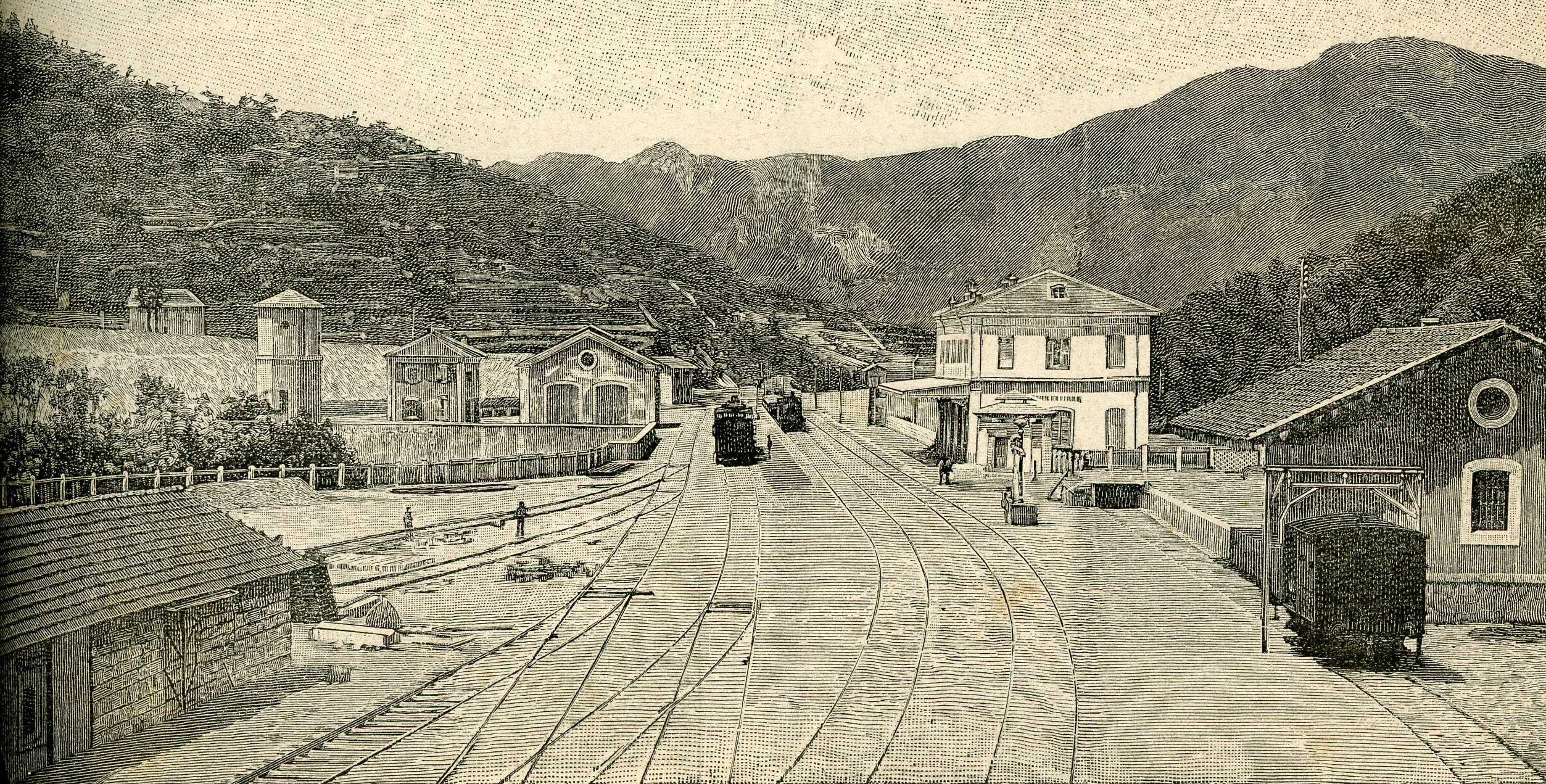
La stazione di Campo Ligure in una xilografia ottocentesca.

Per quello che riguarda la categorizzazione delle stazioni, RFI la considera di categoria silver.
Presso questo scalo avviene il passaggio da semplice a doppio binario della linea ferroviaria.

## Servizi
La stazione dispone di:
- Biglietteria
- Bar

## Interscambio
La stazione è anche un importante nodo di interscambio con le linee di autobus extraurbane gestite da AMT (Genova).